# Yazoo (Band)
Yazoo war ein britisches Synthie-Pop-Duo, bestehend aus Vince Clarke und Alison Moyet. Der Bandname geht auf das US-amerikanische Blues-Label Yazoo Records zurück, weshalb die Band in den USA als Yaz bekannt ist. Die bekanntesten Songs des Duos sind Don't Go und Only You aus dem Jahr 1982, letzterer wurde ein Jahr später erfolgreich von The Flying Pickets gecovert.

## Bandgeschichte
Clarke und Moyet kannten sich seit der Schulzeit in Basildon in der Grafschaft Essex im Südosten Englands. Seine Bandkollegen bei Depeche Mode kritisierten Clarkes Fähigkeit als Songwriter und er kam mit der frühen Publicity der Band nicht zurecht. Dave Gahan mochte insbesondere Clarkes Komposition Only You nicht. Clarke begann sich nach anderen Musikern umzusehen und antwortete auf eine Anzeige Moyets im britischen Musikmagazin Melody Maker.
Nach drei veröffentlichten Singles und dem fast fertigen Debütalbum Speak and Spell stieg Clarke am Ende der ersten Europatournee bei Depeche Mode aus und gründete im November 1981 mit Moyet das Duo Yazoo, dessen Namen Moyet in Anlehnung an das amerikanische Blues- und Jazz-Label vorschlug. Zunächst war nur Only You als gemeinsame Single geplant, aber die Zusammenarbeit des 21-jährigen Komponisten mit der 20-jährigen Sängerin funktionierte künstlerisch und Mute Records nahm sie unter Vertrag.

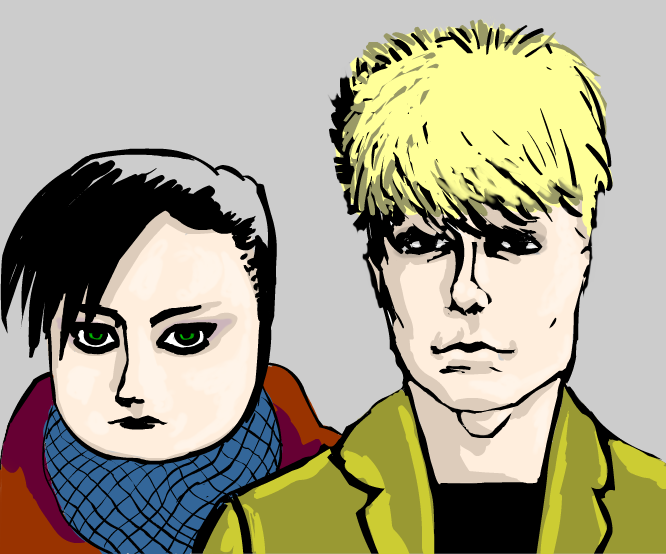
Yazoo artlibre

Den Vertrieb in den Vereinigten Staaten übernahm Sire Records. Allein in Großbritannien verkaufte sich das im März 1982 veröffentlichte Only You über 700.000 mal, erreichte Platz 2 der Singlecharts und wurde mit einer Silbernen Schallplatte der BPI ausgezeichnet. Das Lied wurde Ende 1983 von The Flying Pickets gecovert und erreichte in dieser Version Platz 1 in den britischen und deutschen Singlecharts.
Die zweite, ebenfalls aus der Feder von Vince Clarke stammende Single Don’t Go erreichte nach der Veröffentlichung im Juli 1982 Platz 3 der britischen Charts und machte mit einstelligen Platzierungen in den deutschsprachigen Hitparaden auch das Publikum in Deutschland, Österreich und der Schweiz auf Yazoo aufmerksam. Die Single erhielt in Großbritannien ebenfalls eine Silberne Schallplatte. Das mit der Hilfe von Daniel Miller und Eric Radcliffe produzierte und im August 1982 veröffentlichte Debütalbum Upstairs at Eric’s platzierte sich ebenfalls gut in den Charts und brachte der Band ein halbes Jahr nach der Veröffentlichung eine Platin-Auszeichnung ein. Die nur in Nordamerika veröffentlichte Single Situation hielt sich vier Wochen an der Spitze der Billboard Hot Dance Club Charts.
Im April 1983 folgte mit dem von Moyet geschriebenen Nobody’s Diary eine weitere erfolgreiche Single, bevor im Juli das zweite Album, You and Me Both, veröffentlicht wurde, für das Moyet und Clarke jeweils etwa die Hälfte der Lieder schrieben. Kurz nach der Veröffentlichung des zweiten Albums löste sich Yazoo wegen künstlerischer Differenzen auf. Vince Clarke gründete zunächst mit dem Sänger der Undertones, Feargal Sharkey und Toningenieur Eric Radcliffe The Assembly und 1985 zusammen mit Andy Bell das Duo Erasure. Alison Moyet begann 1984 eine Solokarriere.
Im Frühjahr 2008 gingen Vince Clarke und Alison Moyet auf eine Wiedervereinigungstournee durch Europa. Dabei gaben sie auch zwei Konzerte in Hamburg und Berlin. Gleichzeitig erschien mit In Your Room eine 4-Disc-Box mit beiden remasterten Alben und unveröffentlichtem Material (wie Remixversionen und Interviews).
Im September 2010 wurde aus dem Live-Material der Tournee das Album Reconnected:Live mit zwei CDs zusammengestellt.
2011 trat Yazoo auf dem Festival Short Circuit des Labels Mute Records im Roundhouse, London, auf. Sie spielten die Songs Nobody’s Diary, Ode to Boy und Don’t Go.

## Diskografie

### Studioalben
| Jahr | Titel Musiklabel                | Höchstplatzierung, Gesamtwochen, AuszeichnungChartplatzierungen (Jahr, Titel, Musiklabel, Platzierungen, Wochen, Auszeichnungen, Anmerkungen) | Höchstplatzierung, Gesamtwochen, AuszeichnungChartplatzierungen (Jahr, Titel, Musiklabel, Platzierungen, Wochen, Auszeichnungen, Anmerkungen) | Höchstplatzierung, Gesamtwochen, AuszeichnungChartplatzierungen (Jahr, Titel, Musiklabel, Platzierungen, Wochen, Auszeichnungen, Anmerkungen) | Höchstplatzierung, Gesamtwochen, AuszeichnungChartplatzierungen (Jahr, Titel, Musiklabel, Platzierungen, Wochen, Auszeichnungen, Anmerkungen) | Anmerkungen                                                                               |
| Jahr | Titel Musiklabel                | DE | UK | US | R&B | Anmerkungen                                                                               |
| ---- | ------------------------------- | --- | --- | --- | --- | ----------------------------------------------------------------------------------------- |
| 1982 | Upstairs at Eric’s Mute Stumm 7 | DE14 (23 Wo.)DE | UK2 Platin · (63 Wo.)UK | US92 Platin · (32 Wo.)US | R&B37 (10 Wo.)R&B | Erstveröffentlichung: 23. August 1982 Produzenten: Eric Radcliffe, Yazoo                  |
| 1983 | You and Me Both Mute Stumm 12   | DE15 (18 Wo.)DE | UK1 Gold · (20 Wo.)UK | US69 (14 Wo.)US | — | Erstveröffentlichung: 4. Juli 1983 Bandname in US: Yaz Produzenten: Eric Radcliffe, Yazoo |

### Livealben
- 1983: In Concert – 296 (UK) / BBC College Concert #23 (US) (Aufnahme: Dominion Theatre, London am 22. November 1982; BBC Transcription Services / London Wavelength)
- 2010: Reconnected Live (2 CDs; Mute Stumm 322)

### Kompilationen
| Jahr | Titel Musiklabel               | Höchstplatzierung, Gesamtwochen, AuszeichnungChartsChartplatzierungen (Jahr, Titel, Musiklabel, Platzierungen, Wochen, Auszeichnungen, Anmerkungen) | Anmerkungen                                                                |
| Jahr | Titel Musiklabel               | UK | Anmerkungen                                                                |
| ---- | ------------------------------ | --- | -------------------------------------------------------------------------- |
| 1999 | Only Yazoo: The Best Of Mute 6 | UK22 Gold · (3 Wo.)UK | Erstveröffentlichung: 6. September 1999 Produzenten: Eric Radcliffe, Yazoo |

Weitere Kompilationen
- 2008: In Your Room (Box mit 3 CDs + 1 DVD; Mute Yazbox1)
- 2008: In Your Room: Club Remixes (Mute Plyazbox1)
- 2012: Essential (EMI Gold)
- 2012: The Collection (2 CDs; Music Club Deluxe 173)

### EPs
- 2008: Reconnected EP

### Singles
| Jahr | Titel Album                                         | Höchstplatzierung, Gesamtwochen, AuszeichnungChartplatzierungen (Jahr, Titel, Album, Platzierungen, Wochen, Auszeichnungen, Anmerkungen) | Höchstplatzierung, Gesamtwochen, AuszeichnungChartplatzierungen (Jahr, Titel, Album, Platzierungen, Wochen, Auszeichnungen, Anmerkungen) | Höchstplatzierung, Gesamtwochen, AuszeichnungChartplatzierungen (Jahr, Titel, Album, Platzierungen, Wochen, Auszeichnungen, Anmerkungen) | Höchstplatzierung, Gesamtwochen, AuszeichnungChartplatzierungen (Jahr, Titel, Album, Platzierungen, Wochen, Auszeichnungen, Anmerkungen) | Höchstplatzierung, Gesamtwochen, AuszeichnungChartplatzierungen (Jahr, Titel, Album, Platzierungen, Wochen, Auszeichnungen, Anmerkungen) | Höchstplatzierung, Gesamtwochen, AuszeichnungChartplatzierungen (Jahr, Titel, Album, Platzierungen, Wochen, Auszeichnungen, Anmerkungen) | Höchstplatzierung, Gesamtwochen, AuszeichnungChartplatzierungen (Jahr, Titel, Album, Platzierungen, Wochen, Auszeichnungen, Anmerkungen) | Anmerkungen                                                                                                   | [↑]: gemeinsam behandelt mit vorhergehendem Eintrag; [←]: in beiden Charts platziert |
| Jahr | Titel Album                                         | DE | AT | CH | UK | US | R&B | Dance | Anmerkungen                                                                                                   |                                                                                      |
| ---- | --------------------------------------------------- | --- | --- | --- | --- | --- | --- | --- | --- | ------------------------------------------------------------------------------------ |
| 1982 | Only You Upstairs at Eric’s                         | DE72 (2 Wo.)DE | — | — | UK2 Platin · (19 Wo.)UK | US67 (8 Wo.)US | — | — | Erstveröffentlichung: 15. März 1982 Autor: Vince Clarke                                                       |                                                                                      |
| 1982 | Don’t Go Upstairs at Eric’s                         | DE4 (29 Wo.)DE | AT6 (10 Wo.)AT | CH2 (8 Wo.)CH | UK3 Silber · (11 Wo.)UK | — | — | Dance1 (21 Wo.)Dance | Erstveröffentlichung: 5. Juli 1982 Autor: Vince Clarke                                                        |                                                                                      |
| 1982 | Situation Upstairs at Eric’s (US-Version)           | — | — | — | — | US73 (8 Wo.)US | R&B31 (12 Wo.)R&B | Dance1 (22 Wo.)Dance | Erstveröffentlichung: Juli 1982 in EU als B-Seite von Only You erschienen Autoren: Vince Clarke, Alison Moyet |                                                                                      |
| 1982 | The Other Side of Love Upstairs at Eric’s (Reissue) | DE35 (13 Wo.)DE | — | — | UK13 (11 Wo.)UK | — | — | — | Erstveröffentlichung: 8. November 1982 Autoren: Vince Clarke, Alison Moyet                                    |                                                                                      |
| 1983 | Nobody’s Diary You and Me Both                      | DE18 (17 Wo.)DE | — | — | UK3 Silber · (12 Wo.)UK | — | — | Dance1 (20 Wo.)Dance | Erstveröffentlichung: April 1983 Autor: Alison Moyet                                                          |                                                                                      |
| 1983 | State Farm You and Me Both (US-Version)             | — | — | — | — | — | —[Dance: ↑] | Dance1 (20 Wo.)Dance | Erstveröffentlichung: 1983 B-Seite von Nobody’s Diary Autoren: Vince Clarke, Alison Moyet                     |                                                                                      |
| 1990 | Situation (Deadline Mix) Only Yazoo: The Best Of    | DE36 (8 Wo.)DE | — | — | UK14 (8 Wo.)UK | — | — | Dance46 (3 Wo.)Dance | Erstveröffentlichung: 26. November 1990 Remix: François Kevorkian                                             |                                                                                      |
| 1999 | Situation (1999 Mixes) –                            | — | — | — | — | — | — | Dance1 (13 Wo.)Dance | Erstveröffentlichung: 28. Juli 1999 Remixe: Peter Rauhofer, Tea Freaks, Richard „Humpty“ Vission              |                                                                                      |
| 1999 | Don’t Go (1999 Mixes) –                             | — | — | — | — | — | — | Dance16 (11 Wo.)Dance | Erstveröffentlichung: 1999 Remixe: Todd Terry                                                                 |                                                                                      |

Weitere Singles
- 1983: Walk Away from Love
- 1999: Only You (1999 Mix)

## Rezeption
Die Fachpresse fand in der Unterschiedlichkeit von Clarke und Moyet als Duo ihren Aufhänger: Der Record Mirror nannte sie „das am wenigsten gleiche Paar im Showbiz seit Stan und Ollie“ und der NME nannte sie „Ike und Tina Turner des neuen Pop“. Die Besonderheiten von Clarke und Moyet kamen in weiteren Kritiken zum Ausdruck. Der NME nannte Clarke „den genialsten Songschreiber der neueren Zeit“ und der Daily Mirror attestierte Moyet „Englands beste Stimme 1982“. Die Besetzung aus Soundtüftler und weiblicher Stimme, wie auch bei den ein Jahr früher gegründeten Eurythmics (Dave Stewart und Annie Lennox), wurde zur Blaupause für erfolgreiche Duos Mitte der 1980er und Anfang der 1990er, so z. B. auch Roxette (Per Gessle und Marie Fredriksson).